# Lion's Cup 1984
Il Lion's Cup 1984 è stato un torneo di tennis giocato sul sintetico indoor. È stata la 7ª edizione del torneo, che fa parte del Virginia Slims World Championship Series 1984. Si è giocato a Tokyo in Giappone, dal 12 al 18 novembre 1984.

## Campionesse

### Singolare
Manuela Maleeva ha battuto in finale  Hana Mandlíková con il punteggio di 6–1, 1–6, 6–4

### Doppio
- Doppio non disputato